# Hyprland
Hyprland — Wayland-композитор, динамический фреймовый оконный менеджер написанный на языке C++ и основанный на Aquamarine (до версии 0.42.0 основывался на wlroots).

## Отличительные особенности
Hyprland отличается от многих других мозаичных менеджеров следующими характеристиками:
- Расположенность к массовому пользователю. Наличие современного дизайна с разнообразием анимаций и эффектов. Широкие возможности кастомизации. При первом запуске выводится предупреждение c памяткой о том, как запустить терминал, как «выйти» из композитора и где находится файл конфигурации[3][4].
- Создание новых окон происходит по типу спирали Фибоначчи[источник не указан 37 дней].
- Гибкость, которая позволяет с помощью различных плагинов сделать из композитора полноценную среду рабочего стола.
- Нативная поддержка IME и панелей ввода.
- Возможность задавать «правила» окнам.